# Gálvez (ort)
Gálvez är en ort i Argentina.   Den ligger i provinsen Santa Fe, i den centrala delen av landet, 400 km nordväst om huvudstaden Buenos Aires. Gálvez ligger 57 meter över havet och antalet invånare är 18 374.
Terrängen runt Gálvez är platt. Gálvez är det största samhället i trakten.
Trakten runt Gálvez består till största delen av jordbruksmark. Runt Gálvez är det glesbefolkat, med 18 invånare per kvadratkilometer.